# 爆上戦隊ブンブンジャー 劇場BOON! プロミス・ザ・サーキット
『爆上戦隊ブンブンジャー 劇場BOON! プロミス・ザ・サーキット』（バクアゲセンタイブンブンジャー げきじょうブーン プロミス・ザ・サーキット）は、2024年7月26日に公開された日本の映画作品。同時上映作品は『仮面ライダーガッチャード ザ・フューチャー・デイブレイク』。

## 概要
特撮テレビドラマ「スーパー戦隊シリーズ」の『爆上戦隊ブンブンジャー』の初の単独映画作品。
映画ゲストにはHIKAKIN、伊礼姫奈が参加。
テレビシリーズ第43・45話は本作品の後日談となっており、苦境に立つブンブンジャーにニコーラがメッセージを送る展開は、本作品のアンサーストーリーとなっている。

## あらすじ
範道大也たちの前に王女ニコーラ・キードアーが現れる。彼女が暮らしていた惑星トリクルがハシリヤンの手に落ち、地球に逃げ延びてきたという。
ISAはハシリヤンからニコーラの身を引き渡さなければ、惑星大破壊大ミサイルを発射するよう脅されていた。ISA上層部は、地球を守るためにニコーラを引き渡すことを決めるが、調はブンブンジャーに助けを求める。
ハシリヤン捕物隊長であるデイモンサンダーも現れる中、ブンブンジャーは地球と王女を救うため、ハシリヤンと戦う。

## 登場人物
HIKAKIN
動画クリエイターのHIKAKIN本人。ブンブンがファンで、大也の買ったサーキットに、玄蕃がコラボ動画の撮影を調達してきた。

ニコーラ・キードアー
惑星トリクルの王女。首には王家の紋章のペンダントをかけている。ハシリヤンの手に落ちた母星から、国王である父から逃げ延びるよう言われ、地球に辿り着く。未来の言葉で運命を切り拓くこと=故郷の奪還を決意する。
テレビシリーズ第43話では、ブンブンジャーからの力強いメッセージを受け取った後の行動が海賊戦隊ゴーカイジャーのジョー・ギブケンから語られ、第45話では窮地に立つブンブンジャーにペンダントを通じてメッセージを伝えた。
『爆上戦隊ブンブンジャーVSキングオージャー』では女王に即位しており、キングオージャーが治める惑星チキューとの同盟締結の儀式の見届け人としてブンブンジャーをトリクルに招いた。

デイモンサンダー
ニコーラを追って地球に襲来したハシリヤンの捕物隊長。異名は「侵略ラップタイム最速の黒き稲妻」で、先斗いわく「しつこい」奴。大放電攻撃や超高速攻撃などの技を持つ。高貴な身分の人間の発する悲鳴が上質なギャーソリンであると考え、ニコーラを襲撃して、国王たちの前でニコーラを苦しめることで、最高のギャーソリンを王家の面々から得ようとしていた。

サーキットグルマー
デイモンサンダーが大也の買ったサーキット場にイグニッションキーを挿して産み出した苦魔獣。武器は手に持ったフラッグ槍。サーキットに集合していたブンブンカーを手中に収めることで、自在にブンブンカーを操れるようになった。

ユーズド苦魔獣軍団
サンシーターに率いられてブンブンジャーを集団で襲撃した苦魔獣軍団。

## 本作品オリジナルの用語・世界観
惑星大破壊大ミサイル
言葉を発する惑星を大破壊することが可能な大ミサイル。

## キャスト
- 範道大也 / ブンレッド - 井内悠陽[7][2]
- 鳴田射士郎 / ブンブルー - 葉山侑樹[7][2]
- 志布戸未来 / ブンピンク - 鈴木美羽[7][2]
- 阿久瀬錠 / ブンブラック - 齋藤璃佑[7][2]
- 振騎玄蕃 / ブンオレンジ - 相馬理[7][2]
- 焔先斗 / ブンバイオレット - 宮澤佑[7][2]
- 細武調 - ハシヤスメ・アツコ[2]
- ニコーラ・キードアー - 伊礼姫奈[8][2]
- HIKAKIN[8][2]

### 声の出演
- ビュン・ディーゼル - 花江夏樹[7][2]
- デコトラーデ - 諏訪部順一[2]
- イターシャ - 水樹奈々[2]
- ヤイヤイ・ヤルカー - 諸星すみれ[2]
- サーキットグルマー - 関智一[2]
- デイモンサンダー - 岸祐二[2]
- ブンドリオ・ブンデラス - 松本梨香[7][2]

### スーツアクター
- 森博嗣
- 米岡孝弘
- 坂梨由芽
- ブンブラック[9] - 伊藤茂騎
- ブンオレンジ[10] - 尾野透雅
- ブンバイオレット[11] - 蔦宗正人
- ブンドリオ・ブンデラス[12] - 藤田洋平
- ビュン・ディーゼル[11] - 高田将司
- おぐらとしひろ
- 宮澤雪
- デイモンサンダー[2][3] - 清家利一
- サーキットグルマー[2][3] - 酒井和真
- 蜂須賀祐一
- 村岡弘之
- 寺本翔悟
- 川島翔太郎
- 梶山翔太郎
- 三上真司
- 菅野充
- 平島由章
- 岡田ひかる
- 渡辺実
- 竹内康博
- 菅野聖
- 杉森功明
- 日下勇樹
- 久保春
- 白井雅士
- 大賀辰次朗
- 神長真夢
- 佐々木勇人
- 齊藤謙也
- 煤孫新之助
- 近藤雄太
- 神前元
- 手塚陸斗
- 福元理恵子
- 宇佐見紗風
- 橋本恵子
- 杉森菜摘
- 牟田紅葉
- 松岡凛

## スタッフ
- 原作 - 八手三郎[2]
- 脚本 - 冨岡淳広[7][2]
- 音楽 - 池田善哉・横関公太[2]
- 製作 - 吉村文雄（東映）、西新（テレビ朝日）、高木勝裕（東映アニメーション）、金子保之（東映ビデオ）、柴田邦彦（ADKエモーションズ）、村松秀信（東映エージエンシー）、古澤圭亮（バンダイ）
- 企画 - 出目宏（東映）、服部宣之（テレビ朝日）、井上貴博（東映アニメーション）、佐藤現（東映ビデオ）、志村章（ADKエモーションズ）、清水啓司（東映エージエンシー）、大矢陽久（バンダイ）
- 撮影 - 上赤寿一
- 照明 - 柴田守
- 美術 - 田中涼
- 録音 - 中山寿範
- 編集 - 金田昌吉
- スクリプター - 國米美帆
- 助監督 - 葉山康一郎
- 制作担当 - 伊藤渉、𠮷川和也
- ラインプロデューサー - 伊場野高嗣
- 映画「ガッチャード・ブンブンジャー」製作委員会（東映、テレビ朝日、東映アニメーション、東映ビデオ、ADKエモーションズ、東映エージエンシー、バンダイ）
- 製作プロダクション - 東映テレビ・プロダクション
- プロデューサー - 久慈麗人（東映）、大川武宏・芝高啓介（テレビ朝日）、矢田晃一（東映エージエンシー）[2]
- アクション監督 - 渡辺淳（ジャパンアクションエンタープライズ）[2]
- 監督 - 中澤祥次郎[7][2]

## 音楽
主題歌「爆上戦隊ブンブンジャー」
作詩・作曲 - 武田将弥 / 編曲 - 白戸佑輔 / 歌 - 遠藤正明
「コツコツ-PON-PON」
作詩・作曲・編曲 - 園田健太郎 / 歌 - ブンドリオ・ブンデラス（CV：松本梨香） / 振付 - Smile紗季

## プロモーション

### 前売券
特典付きムビチケ前売券
2024年4月26日10時からムビチケにて発売。特典として「ライドケミートレカ ブンレッド（夏映画ムビチケVer.）」が付いてくる。

### イベント・キャンペーン
“ブンブンカレー”の写真を投稿して、映画チケットを当てよう！キャンペーン【カモンハウス】
2024年6月10日13時から7月8日13時までの期間、ハウス食品グループ本社のタイアップ企画。テレビシリーズの中でブンブン（ブンドリオ・ブンデラス）が作る「ブンブンカレー」の写真をカモンハウスに投稿いただいた方の中から抽選で、50組100名様に親子ペア券と230gバーモントカレー＜甘口＞をプレゼント。
映画公開記念 クイズラリー
2024年6月28日7時から8月25日23時59分までの期間、一部を除く全国の映画館で本作品の公開を記念したクイズラリーを開催。映画館や近隣施設に掲示されたポスターに記載のQRコードを読み取り、特設サイトをスタッフに提示すると映画オリジナルティザーステッカーが先着で貰えるほか、映画館周辺に掲示されたクイズポスターの問題を解き特設サイトから応募すると抽選で総計17名に豪華賞品が当たる。
カーポートマルゼン
2024年7月7日より、カーポートマルゼンの社員と本作品のスーツアクターがコラボレーションしたCMが放映された。また、本作品の公開に合わせ、同月13日から28日まで映画公開記念キャンペーンとして、抽選で賞品が当たる写真投稿キャンペーン、グリーティングイベント、特設フォトスポットなどのイベントやキャンペーンを展開する。

## 映像ソフト化
2024年12月4日発売。Blu-ray / DVDでリリース。
- 爆上戦隊ブンブンジャー 劇場BOON! プロミス・ザ・サーキット 通常版（DVD1枚組）
  - 音声特典
    - バリアフリー日本語音声ガイド

  - 映像特典
    - 特報・予告
- 爆上戦隊ブンブンジャー 劇場BOON! プロミス・ザ・サーキット コレクターズパック（Blu-ray1枚組）
  - 音声特典
    - バリアフリー日本語音声ガイド

  - 映像特典
    - メイキング
    - 親子でガッチャ! バクアゲ先行上映会
    - 初日舞台挨拶
    - 特報・予告
    - PR集
    - I.S.Aデータファイル
    - ポスターギャラリー